# Turok
Turok (рус. Турок) — переизданная компьютерная игра, шутер от первого лица по мотивам одноимённой серии игр от Acclaim Entertainment. Выпуск игры в Северной Америке для PlayStation 3 и Xbox 360 был запланирован на 31 января 2008 года, однако игра была выпущена уже 5 февраля. Версия для PC Windows вышла 22 апреля 2008 года. Turok был разработан компанией Propaganda Games, издан и распространялся Disney Interactive Studios под маркой Touchstone в Северной Америке, Ирландии и Великобритании; и под маркой Capcom в остальных странах. В России игра была издана компанией «Новый Диск».

## Сюжет
Игра по сюжету не имеет ничего общего как с предыдущими играми серии, так и с комиксами, для оправдания названия игры главного героя назвали Джозеф Турок. Ролик оказывается сном. Турок в составе десантного отряда «Виски» отправляется на некую планету для ликвидации опасного военного преступника — Роланда Кейна. Но корабль замечают и сбивают ракетой ПВО. Турок и уцелевшие десантники оказываются на планете, населённой доисторическими существами, также им противостоят наёмники из корпорации «Мендель Груман». Туроку вместе с товарищами предстоит выполнить задание, а потом выбраться с планеты.

## Оценки и отзывы
| Сводный рейтинг       | Сводный рейтинг | Сводный рейтинг | Сводный рейтинг |
| Издание               | Оценка          | Оценка          | Оценка          |
| Издание               | PC              | PS3             | Xbox 360        |
| --------------------- | --------------- | --------------- | --------------- |
| GameRankings          | 64,25 %         | 68,74 %         | 69,92 %         |
| Русскоязычные издания |                 |                 |                 |
| Издание               | Оценка          | Оценка          | Оценка          |
| Издание               | PC              | PS3             | Xbox 360        |
| «Мир фантастики»      | 6/10            | N/A             | N/A             |

Игра получила средние оценки от профильной прессы. Отмечался неплохой, но в целом ничем не примечательный игровой процесс, довольно бедная графика и посредственный звук. Также некоторые рецензенты относили к недостаткам внушительный для 2008 года объём игры (16 ГБ).

## Продажи
Летом 2018 года, благодаря уязвимости в защите Steam Web API, стало известно, что точное количество пользователей сервиса Steam, которые играли в игру хотя бы один раз, составляет 75 696 человек.